# Kuma (bogini)
Kuma – u Indian Yaruro wielka bogini księżyca, wraz z braćmi Puaną i Itciai stworzyła wszystko co istnieje. Pani świata podziemnego, gdzie zmarli wiodą szczęśliwy żywot.